# Уиллкокс, Джулз
Джулз Уиллкокс (англ. Jules Willcox; Ланкастер, Миссури, США) — американская актриса кино и телевидения. Обладательница премии кинофестиваля «Mammoth Film Festival» за главную роль в триллере «Пропавшая».

## Биография и карьера
Джулз родилась в Ланкастере, штат Миссури, США. Окончила Калифорнийский университет как магистр театральных искусств.
В начале карьеры Джулз снималась в короткометражном кино и эпизодически появлялась в телесериалах, таких как «C.S.I.: Место преступления Нью-Йорк», «Забытые», «Волчонок», «Полиция Чикаго» и «Родословная».
В 2018 году можно было увидеть актрису в небольшой роли в мистической драме «Под Сильвер-Лэйк» с Эндрю Гарфилдом.
В марте 2020 года на кинофестивале «Mammoth Film Festival» состоялась премьера триллера «Пропавшая», главную роль в котором исполнила Джулз. За работу в картине она получила премию фестиваля в категории «Лучшая актриса».

## Избранная фильмография
| Год  |   | Русское название                    | Оригинальное название | Роль            |
| ---- | - | ----------------------------------- | --------------------- | --------------- |
| 2009 | с | Забытые                             | The Forgotten         | Оливия Хэттон   |
| 2010 | с | C.S.I.: Место преступления Нью-Йорк | C.S.I: NY             | куратор музея   |
| 2013 | с | Волчонок                            | Teen Wolf             | доктор Хильярд  |
| 2017 | с | Полиция Чикаго                      | Chicago P.D.          | Николь Сильвер  |
| 2017 | с | Родословная                         | Bloodline             | Джулия Деграсс  |
| 2018 | ф | Под Сильвер-Лэйк                    | Under the Silver Lake | молодая женщина |
| 2020 | ф | Пропавшая                           | Alone                 | Джессика        |